# Saint-Antoine-du-Queyret

Saint-Antoine-du-Queyret este o comună în departamentul Gironde din sud-vestul Franței. În 2009 avea o populație de 90 de locuitori.

## Evoluția populației
| An        | 1975 | 1982 | 1990 | 1999 | 2006 | 2009 |
| --------- | ---- | ---- | ---- | ---- | ---- | ---- |
| Populație | 88   | 100  | 92   | 77   | 91   | 90   |